# 也門LGBT權益
也门的女同性恋、男同性恋、双性恋、跨性别 (LGBT)人士面临着非LGBT居民所没有的法律挑战。同性通奸可处以死刑，但尚未强制执行。LGBT 人士还面临更广泛人群的污名化。

## 同性性行为的合法性

### 也门共和国

#### 宪法
也门宪法
2001 年修订的也门共和国宪法没有明确规定LGBT 权利。它确实保障所有公民的某些人权，条件是所有立法都必须符合伊斯兰教 法的原则。

#### 刑法
也门对同性恋的惩罚可以源于成文的刑法典，也可以源于寻求执行传统伊斯兰道德的人。
国家刑法第 264 条禁止成年男子之间私下自愿的同性恋行为。法律规定对未婚男子处以 100 下鞭刑和一年以下监禁。法律规定，被判犯有同性恋罪的已婚男子将被处死。
国家刑法第 268 条禁止成年女性之间私下自愿的同性恋行为。法律规定，有预谋的女同性恋行为最高可判处三年监禁。
除了刑法之外，对同性恋的惩罚还可能源于那些试图在自己的家庭或更广泛的社会中执行传统伊斯兰道德的人。在这种私刑案件中，对同性恋的惩罚往往是死刑。

### 也门内战（2015 年至今）

#### 阿拉伯半岛的基地组织
2013 年，有可靠报道称阿拉伯半岛的基地组织成员因涉嫌同性恋而杀害男性。

## 媒体审查
政府阻止访问表示支持 LGBT 权利的网页。这种审查政策也适用于也门的出版物和杂志。
2012 年，Al Thaqafiya杂志因发表对埃及电影《Heena Maysara》（意为“直到事情变得更好”）的评论而被政府关闭。评论家，一位名叫哈米德·阿克比的也门电影制片人，在讨论这部电影时表达了对 LGBT 权利的一些支持。[6]
2004 年，英文杂志Yemem Times获准发表反对法律承认同性婚姻的评论文章。
2003 年，阿拉伯语杂志The Week发表了一篇文章，其中包括对因同性恋而入狱的也门男子的采访。与这篇文章有关的三名记者被政府定罪。